# Korejské jméno

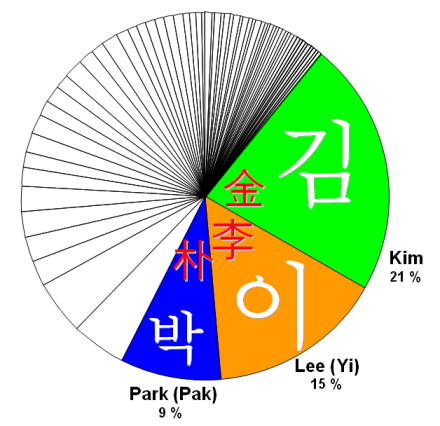
45 % Korejců má jedno z těchto tří příjmení: Kim, I a Pak

Korejské jméno má dvě části, většinou jednoslabičné jméno rodiny (korejsky sŏng) a dvojslabičné osobní jméno (irŭm). Jako jinde ve východní Asii je jméno rodiny první, např. ve jméně Pan Ki-mun je „Pan“ příjmení a „Ki-mun“ osobní jméno. Pořadí členů korejského jména se v češtině většinou dodržuje (s výjimkou několika vžitých případů, např. Jaegwon Kim, především tedy osob působících v západním světě, které si pořadí samy obrátily – srov. podobu Syngman Rhee místo Li Syn-man). V případě korejských křesťanů se křestní jméno píše první, např. Andrew Yeom Soo-jung nebo Francis Hong Yong-ho.
Rodových jmen je v korejštině jen málo, asi 250, k nejobvyklejším patří Kim, I, Pak, Čong a Čchö. Většina rodových jmen svědčí o vzdáleném stupni příbuznosti či příslušnosti ke klanu (bon-gwan). Existuje i několik dvojslabičných rodových jmen (např. Namkung), jsou ale výjimečná. Rodové jméno se dědí po otci a člověk si ho ponechává po celý život, nemění se tedy při sňatku, přesto není neobvyklé používat při oslovování ženy manželovo rodové jméno.
Osobní jméno je obvykle dvojslabičné, i když existují i jednoslabičná a výjimečně delší. V Jižní Koreji se tradičně píše písmem hanča, pocházejícím z čínských znaků, v Severní Koreji zásadně slabičným písmem hangul. Zhruba od 70. let 20. století jsou ale i v Jižní Koreji čím dál běžnější původní korejská jména psaná hangulem. Rodové jméno se může psát buď znaky nebo slabičným písmem, v oficiálních dokumentech, na vizitkách a podobně bývají uvedeny obě varianty zápisu jména. Jedna ze slabik osobního jména může mít po vzoru čínské tradice platnost tzv. generačního jména (tj. všichni sourozenci z jedné rodiny, někdy i vzdálenější příbuzní z jedné generace, mají tuto slabiku shodnou), v poslední době se od toho však upouští.
Korejci se zpravidla oslovují plným jménem, tj. rodovým i osobním, k němuž jsou přidávány různé zdvořilostní přípony. Oslovování osobním jménem je v Koreji obvyklé jen mezi dětmi a blízkými přáteli, za jiných okolností je pokládáno za nezdvořilé, právě tak jako oslovení samotným rodovým jménem. Velice často se v korejštině používají místo jmen různé zdvořilostní tituly a oslovení či osobní přezdívky, pravidla takového oslovování jsou však velmi složitá.
V češtině byla na konci 50. let 20. století vypracována pravidla pro transkripci východoasijských jazyků, podle nichž se korejská jména měla psát stejně jako čínská, tedy slabiky osobního jména oddělovat spojovníkem a za ním na začátku druhé psát malé písmeno (Pan Ki-mun, Kim Čong-il, An Čchang-ho). Předtím se korejská jména psala obdobně vietnamským, tedy tři samostatné slabiky s velkými písmeny (Kim Ir Sen, i pod vlivem ruštiny, která používá tento způsob). Česká koreanistika 21. století, i pod vlivem měnící se jihokorejské praxe,[ve zdroji nenalezeno] však spojovníky odmítla jako nevhodnou mechanickou přejímku,[zdroj⁠?!] protože ve slabičné korejštině není důvod dělit lidská jména o nic více než místní nebo obecniny, a osobní jméno by se tak mělo psát dohromady (Pchjon Hjejong).[zdroj⁠?!] V médiích a populárních publikacích ovšem ještě v polovině 20. let 21. století převládaly spojovníky kvůli desítkám let předchozí tradice, malé povědomosti o novém způsobu a jeho odůvodnění,[zdroj⁠?!] a vlivu spojovníků v rozšířené anglické transkripci.[zdroj⁠?!] Spojovníky zavrhl například Deník N, který v aktuálním zpravodajství začal psát zásadně „Kim Čongun“, „Kim Čue“ nebo „Čuä“ atd.[chybí lepší zdroj]
Při skloňování korejských jmen se obvykle připojuje pádová koncovka (mluvnice) pouze za osobní jméno (Kim Čong-una, Kim Čong-unovi, Kim Čong-unem atd.). Ženská jména se nepřechylují a jsou tak de facto nesklonná („nový román Han Kang, soudní proces s Pak Kun-hje“).